# Shanna la Diablesa
Shanna la Diablesa (Shanna O'Hara, Lady Plunder) es una superheroína aventurera de la selva congoleña que aparece en los cómics estadounidenses publicados por Marvel Comics. Creada por la escritora Carole Seuling y el dibujante George Tuska, hizo su primera aparición en Shanna the She-Devil #1 (diciembre de 1972).

## Historia de publicación
Shanna la Diablesa fue introducida en una de un trío de Marvel Comics dirigida a un público femenino, junto a Night Nurse y Tigra. El escritor-editor de Marvel Roy Thomas recordó en 2007 que al jefe de redacción Stan Lee:
[...] se le ocurrió la idea, y creo que incluso los nombres, para las tres. Él quería hacer algunos libros que tuviesen atractivo especial para las chicas. Siempre estábamos buscando formas de expandir nuestra franquicia. Mi idea [...] era tratar de lograr que las mujeres los escribieran. [...] Pensé en mi amiga Carole Seuling, que había hecho un poco de escritura para su ex marido Phil, en relación con sus convenciones de historietas. La abordé para hacer el libro de Shanna porque supe que le gustaban los cómics de la selva y los cómics de aventura. [...] Puse a Ross Andru como el artista de Shanna [empezando por el número #2], con Vinnie Colletta entintando para hacer que la Shanna de Ross se vea atractiva.
Seuling recordó en 2010, «mis instrucciones eran hacer [a Shanna] alguien que encajara con los tiempos y también era propensa a un poco más de violencia que Sheena o las otras reinas de la selva del pasado.» Con el dibujante veterano George Tuska, ella creó al personaje principal y sus dos compañeros leopardos, así como al interés romántico potencial, el guardabosques Patrick McShane, basado libremente en el actor del personaje de guardabosque de Patrick McGoohan en la película Ni la luna de noche.

El escritor Steve Gerber, en su primer trabajo para Marvel Comics, suministró diálogo adicional para esa primera edición, así como la siguiente. Seuling explicó:
Steve Gerber no colaboró conmigo en los guiones o la historia de origen, pero agregó un poco de diálogo adicional ya que Stan [Lee] y Roy [Thomas] pensaban que las historias eran un poco ligeras en las conversaciones. 

Sin embargo, [...] Steve Gerber no fue uno de los creadores. Él proporcionó diálogo adicional para los primeros dos [volúmenes] y luego se hizo cargo cuando me fui [a los cuatro volúmenes]. [...] El propio Gerber, antes de morir hace unos años, negó tener parte alguna en el origen de Shanna.
Esta serie inicial tuvo cinco número (diciembre de 1972-agosto de 1973), con Jim Steranko dibujando las portadas del #1-2, John Buscema y Joe Sinnott de la edición #3, y John Romita Sr. de los dos últimos números.
El personaje pasó a una serie de apariciones especiales, por primera vez en el cómic del señor de la selva Ka-Zar #1 (enero de 1974); luego en una historia que hace cruce con Daredevil #109-111 (mayo-julio de 1974) y Marvel Two-in-One #3 (mayo de 1974), donde se presentó información adicional sobre el pasado y la familia de Shanna, y señala la muerte de McShane por la supervillana Nekra en el ínterin; en Daredevil #117 (enero de 1975); y en una historia de Ka-Zar en la revista de cómics para público maduro en blanco y negro Savage Tales #8 (enero de 1975).
Shanna luego protagonizó dos historias individuales en Savage Tales #9-10 (marzo y mayo de 1975) por la escritora Carla Conway, ayudada por su marido Gerry Conway en el primero, con dibujos por Tony de Zúñiga y Ross Andru, respectivamente. En la primera de estas dos historias, los leopardos de Shanna, Ina y Biri son asesinados. Gerry Conway recordó en 2010 que esto «era parte de la estrategia para hacer de ella un personaje más fuerte, más feroz en el modo de Savage Tales. También subió la relevancia personal para ella, y al eliminar estos "rivales" por su afecto, la abrió a una relación con Ka-Zar», con quien eventualmente se casaría en Ka-Zar the Savage #29 (diciembre de 1983).
Mientras tanto, Shanna protagonizó una historia de respaldo en The Rampaging Hulk #9 (junio de 1978) por el escritor Gerber y el artista de Zúñiga. Luego protagonizó varias historias de ocho páginas en solitario en el título de ómnibus Marvel Comics Presents, comenzando con un cuento del escritor y artista Bruce Jones en la edición #13 (finales de febrero de 1989), seguido por la «The Bush of Ghosts» de 10 partes, del escritor Gerard Jones y el dibujante Paul Gulacy en las ediciones #68-77 (enero-finales de mayo de 1991).

Coincidiendo con el final de esa impresión vinieron cuatro historias completas iniciadas en 1978, completando los hilos de la trama de la historia en solitario de Shanna en The Rampaging Hulk #9. Escritas por Gerber y dibujadas por Carmine Infantino, Bret Blevins (dos historias, la primera acreditada como «A. Novice») y de Zúñiga, éstas historias no cronológicas, esencialmente de flashback corrieron en Marvel Fanfare #56-59 (abril-octubre de 1991). El nombre del editor, Al Milgrom, desenterró los cuentos inéditos porque:
Recorrí la oficina en busca de gemas [que] yo pudiera publicar en Fanfare y encontré la primera parte de la historia de Shanna de Steve completamente dibujada por Carmine Infantino. También hubo guiones completos para el segundo y tercer tramo. Así que llamé a Steve y le dije: [...] «Quiero saber que puedo darte para que termines la historia.» Steve respondió que él estaría feliz de hacerlo. ... [En cuanto al arte,] Carmine es un gran diseñador, pero no dibuja a las mujeres más sensuales. [...] Yo había estado haciendo algunos trabajos con Bret Blevins, que hizo chicas de apariencia excelente, así que le pregunté si estaría interesado en entintar una historia de Infantino. [...] Creo que le dije a Bret que si entintaba la primera edición, podría dibujar los siguientes capítulos. Bret estaba dispuesto a entintar sus propios dibujos [lo cual] lo retrasó. [...] Steve volvió en el cuarto capítulo - 13 años después de que había empezado la historia. Bret no pudo con la fecha límite para el capítulo final, así que se lo pedí a Tony de Zúñiga.
Marvel también ha publicado versiones de universos alternativos de Shanna sin relación con ella excepto por el nombre.
Shanna aparece en el título de la iniciativa editorial Marvel NOW! titulado Savage Wolverine, escrita y dibujada por Frank Cho, que debutó en enero de 2013. El título trata sobre la alianza con Shanna y Wolverine mientras tratan de sobrevivir a la Tierra Salvaje juntos.

## Biografía de la personaje ficticia
Shanna O'Hara, Lady Plunder es la hija de un minero de diamantes llamado Gerald O'Hara. Nacida en África, pasó la mayor parte de su infancia en las selvas de Zaire. A la edad de seis años, su padre fue a matar a un leopardo rebelde que le pertenecía a su madre, Patricia O'Hara. Mientras cazaba al leopardo, el padre de Shanna mató accidentalmente a su madre. Este incidente traumático condujo a la cruzada permanente de Shanna contra el uso de armas de fuego. Tras el incidente, Shanna se trasladó de vuelta a los Estados Unidos a vivir con parientes. Shanna crece hasta convertirse en una atleta olímpica consumada, especializada en natación y atletismo. Luego se convirtió en una veterinaria con licencia.
Después de terminar la universidad, Shanna comenzó a trabajar para el Zoológico Municipal de Central Park en Nueva York como zoóloga. Mientras trabajaba en el zoológico, Shanna crio muchos animales, incluyendo una leopardo hembra llamada Julani. Durante este período, se llevó otra sorpresa cuando Julani fue asesinada a tiros por un guardia del zoológico. Al día siguiente, el director del zoológico propone que Shanna lleve los cachorros de Julani, Ina y Biri, nombres yoruba que significan «brillante» y «negro», respectivamente, a la Reserva de Dahomey en África.
Mientras está en África, Shanna se vuelve más en sintonía con la naturaleza, patrullando la selva y viviendo libremente en las tierras salvajes. Ella comienza a usar la piel de Julani como una señal visual y de tacto para ayudar con la crianza de los cachorros. En la selva, Shanna se pone más y más cómoda consigo misma y con su nuevo elemento nativo, todo el al tiempo que protege la reserva de los cazadores furtivos bajo el nombre Shanna la Diablesa.
Durante su estancia en África, su padre es secuestrado por el Mandril. Shanna le busca hasta que el mago Malgato la secuestra a la Tierra Salvaje, una selva prehistórica dentro de la Antártida. Ella escapa con la ayuda de Lord Kevin Plunder, más conocido como el señor de la selva Ka-Zar. Shanna regresa a África para buscar a su padre y descubre que fue asesinado por el Mandril. Buscando venganza, va a Norteamérica para ayudar a Daredevil y la Viuda Negra a detener el plan de Mandril y Nekra para derrocar al gobierno estadounidense.
Después de esto, Shanna viaja entre San Francisco y la Tierra Salvaje, finalmente, regresa a África para encontrar que Ina y Biri han sido asesinados por el líder de un culto religioso llamado Raga-Shah. Después de un corto período de duelo en Norteamérica, Shanna rastrea y mata a Raga-Shah dándoselo de comer a su pitón Ananta. Alrededor de este tiempo, comienza terapia con la psicóloga Dra. Dorothy Betz.
Shanna regresó a la Tierra Salvaje y se convirtió en la amante de Ka-Zar. Ellos descubrieron que su mundo perdido era sólo parte de un reino más grande, Pangea, lleno de razas maravillosas. La relación de la pareja era tormentosa: Shanna se casó con Mele de los Botor que murió en un accidente de caza, mientras estaba con Ka-Zar. Shanna también fue atacada por el demonio Belasco, que sentía que se parecía a su amor perdido Beatrice. Cuando Ka-Zar fue asesinado al parecer mientras estaban en Nueva York, una Shanna angustiada arrasó, fue institucionalizada, y casi cortejó a Peter Parker. Shanna fue rescatada por un revivido Ka-Zar, con la ayuda de Spider-Man, y los dos regresaron a la Antártida, donde se casaron a pesar de la interferencia de Belasco y otros. Emplearon a la mujer guerrera nativa Zhira como niñera y protectora de su hijo Matthew.
Ellos sobrevivieron a la destrucción temporal de la Tierra Salvaje por Términus y su posterior re-creación por el Alto Evolucionador y Garokk.
Shanna se enlazó místicamente por un breve tiempo con el espíritu de África, frustrando a Sir Guy Cross-Wallace que masacró y consumió vida silvestre, buscando el mismo vínculo para gobernar el continente. Shanna también recibió brevemente de parte del Alto Evolucionador el poder sobre el mundo natural. Juntos, Ka-Zar y Shanna luchan para preservar la Tierra Salvaje de las amenazas externas y de la contaminación por la tecnología.
Shanna y Ka-Zar encuentran Skrulls extrayendo el metal raro vibranium en la Tierra Salvaje. Poco después, como parte de la historia Invasión Secreta, una nave Skrull se estrella en la Tierra Salvaje liberando versiones anteriores de los superhéroes modernos, que dicen ser los originales reemplazados por Skrulls hace algún tiempo, y que se han escapado. Shanna y Ka-Zar descubren que estos son más Skrulls disfrazados. Spider-Man se encuentra con Ka-Zar, Shanna, Zabu, y algunos de los nativos acusándolos de ser Skrulls, mientras que el Capitán América de la nave atacada piensa lo mismo de Spider-Man. Ka-Zar, Shanna, y Zabu ayudan a Spider-Man a luchar contra el Capitán América de la nave hasta que es alcanzado por un dardo que hace que se transforme en un Skrull llamado Pit'o Nilli, que después es asesinado por Shanna. Shanna se queda atrás con Zabu para combatir los Skrulls que quedan en la Tierra Salvaje mientras que Ka-Zar se dirige con los Nuevos Vengadores y los Poderosos Vengadores a Nueva York para luchar contra los Skrulls.
Ka-Zar y Shanna más tarde se encuentran con el regreso de los Etéreos y terminan luchando contra ellos cuando estos quieren que las tribus de la Tierra Salvaje se les unan.
Como parte del evento Marvel NOW! en las páginas de Savage Wolverine, Shanna acepta guiar a un grupo de agentes de S.H.I.E.L.D. a una isla misteriosa dentro de la Tierra Salvaje. Un generador de campo de amortiguación hace que el transporte se bloquee y todos los agentes son asesinados por los neandertales nativos. Al mismo tiempo, Wolverine se estrella en la isla y se une a Shanna la Diablesa para destruir el generador de campo de amortiguación. Cuando Shanna la Diablesa es asesinada accidentalmente por los neandertales después de encontrarse con Amadeus Cho, Amadeus y los neandertales locales realizan un ritual que involucra a un Hombre Cosa diferente de Ted Sallis que estuvo arraigado en la Tierra Salvaje durante mucho tiempo. Se tomó una muestra de sangre y Shanna renació. Luego se encontraron con Hulk donde una pelea entre él, Wolverine y los gorilas gigantes dañó accidentalmente los campos de amortiguación, lo que liberó al alienígena Morrigon que regresa con su maestro Visher-Rakk.
Durante la historia de "Empyre", Shanna la Diablesa cae bajo el control de los Cotati que estaban operando en la Tierra Salvaje. Esto se debió a la conexión de Shanna con la fuerza vital de la Tierra Salvaje y los Cotati se aprovecharon de eso. Shanna intenta que Ka-Zar se una a ellos mientras Matthew le dice al Caballero Negro que tienen que hacer algo. El Doctor Vudú usó un truco para hacer un truco mental. La Bruja Escarlata hace lo mismo cuando intenta liberar a Shanna del control de Cotati. Para ayudarla, la Bruja Escarlata trae a Ka-Zar a la mente de Shanna, donde se entera de que algunas criaturas en la Tierra Salvaje están muriendo y los árboles se están cayendo. Mientras Matthew y el Caballero Negro luchan contra los Cotati, un Hombre Cosa controlado por el Doctor Vudú lucha contra el control de los Cotati y derrota a Ventri. Cuando Ka-Zar libera a Shanna del control de Cotati, un Cotati lo apuñala usando la Espada Ébano del Caballero Negro. Mientras la Bruja Escarlata y el Doctor Vudú trabajan para extraer el alma de Ka-Zar, Shanna la Diablesa usa las mismas aguas que la resucitaron para revivir a su amor perdido. El recién regresado Ka-Zar ayuda a cambiar el rumbo de los invasores de Cotati al trabajar con su esposa para invocar dinosaurios para ayudar a repeler a los invasores.

## Poderes y habilidades
Shanna está dotada de atletismo de clase olímpica junto con extraordinaria agilidad. Es una veterinaria bien entrenada, con la capacidad de estar cerca de los animales salvajes. Shanna es experta en cazar y recolectar, curar y rastrear. Es una luchadora experimentada, familiarizada con cuchillos, lanzas, arcos y flechas y otras formas primitivas de armas. Tiene una fuerza al nivel de una deportista olímpica, sobresale en natación, buceo, escalada, salto y correr a gran velocidad y determinación. Aunque su fuerza se compara con la de un ser humano de cualidades atléticas, Shanna ha demostrado en algunas ocasiones una fuerza descomunal al punto de lograr derribar a un oponente de solo una bofetada, derrotar a enemigos en lucha cuerpo a cuerpo que la doblan en tamaño o someter a un enorme cocodrilo aprisionándolo entre sus piernas o incluso romper las ligaduras de manos con las que pretendían mantenerla inmóvil.
Después de su resurrección, Shanna está vinculada a la fuerza vital de la Tierra Salvaje. También conoce instintivamente los idiomas y la historia de la Tierra Salvaje y su gente. Ahora no solo posee la fuerza de 10 hombres, sino que también puede correr a 52 millas por hora en terreno irregular. La Diablesa ahora tiene una conexión absoluta con los elementos florales y faunísticos de los alrededores de la era rural. Ser capaz de descargar ráfagas de energía, doblar la materia vegetal a su voluntad y comunicarse directamente con las criaturas de la tierra a su alrededor para solicitar su ayuda.

## Recepción

### Respuesta crítica
Deirdre Kaye de Scary Mommy llamó a Shanna la Diablesa un "modelo a seguir" y "verdaderamente heroica". John Wilson de CBR.com clasificó a Shanna la Diablesa en el quinto lugar en su lista de "10 mejores héroes de la jungla en cómics", mientras que Michael Austin la clasificó en el noveno lugar en su lista de "Marvel: 10 mejores atletas estrellas que se convirtieron en superhéroes". Brent Frankenhoff de Comics Buyer's Guide clasificó a Shanna la Diablesa en el puesto 53 en su lista de las "100 mujeres más sexys en cómics".

## Otras versiones

### Versión de Frank Cho
Una versión rubia de un universo paralelo del personaje protagonizó la miniserie de siete ediciones Shanna, the She-Devil vol. 2 (abril-octubre de 2005), escrita y dibujada por Frank Cho. Esta Shanna es el resultado de un experimento genético y también tiene fuerza sobrehumana y agilidad. Uno de los miembros de una expedición científica que la encontró la nombró Shanna por el «personaje de cómic».
La serie fue prevista inicialmente para el lanzamiento en la impresión de MAX de «lectores maduros» de Marvel, pero fue reelaborada, con Cho eliminando la desnudez antes de su publicación. Corrió con una calificación de «PSR+"»a través de la edición #4, y una calificación de «Asesoría de los padres» después.
Una miniserie secuela de cuatro números, Shanna the She-Devil: Survival of the Fittest (octubre 2007-enero 2008) de los escritores Justin Gray y James Palmiotti y el dibujante Khari Evans, presentó esta misma versión alternativa de Shanna. En Invasión Secreta, Shanna de la Tierra 616 fue dibujada por Leinil Francis Yu de manera muy similar a su contraparte de Marvel MAX.

### Ultimate Marvel
Shanna y Ka-Zar aparecen por primera vez en el universo paralelo del sello editorial Ultimate Marvel en la última página de Ultimates 3 #3. Los flashbacks revelan que ella, Ka-Zar, y Zabu han sido amigos desde la infancia. Después de la la ola Ultimatum, se unen a los Nuevos Ultimates donde ayudaron a luchar contra Loki.

## En otros medios

### Televisión
- Shanna la Diablesa apareció en Spider-Man and His Amazing Friends en el episodio «7 pequeños superhéroes», con la voz de Janet Waldo.[36] Sin embargo, fue referida como Shanna la Reina de la Selva en lugar de la Diablesa. Ella junto a Spider-Man, Iceman, Estrella de Fuego, el Capitán América, Namor y el Doctor Strange son invitados a Isla Lobo donde el Camaleón acaba cazándolos.

- Shanna la Diablesa aparece en la serie de televisión X-Men, con la voz de Megan Smith.[36] Aparece como la esposa de Ka-Zar y fue vista por primera vez siendo perseguida y más tarde hipnotizada por Sauron en Mojovision. Ella se la ve más adelante como uno de los prisioneros de Mr. Siniestro, hasta ser rescatada por Ka-Zar. Shanna está presente cuando Ka-Zar acoge a Karl Lykos en su tribu tras la derrota de Garokk.

### Videojuegos
- Shanna la Diablesa apareció en X-Men Legends II: Rise of Apocalypse con la voz de Masasa Moyo.[36] Ella y Ka-Zar son vistos en la base de Magneto en Avalon durante la misión de la Patrulla X y la Hermandad de Mutantes en la Tierra Salvaje.
- En Marvel vs. Capcom 3: Fate of Two Worlds, Shanna junto con Ka-Zar y Zabu, hacen un cameo en el final de Amaterasu. En él, Amaterasu y su Enviado Celestial Issun se encuentran en la Tierra Salvaje, y ese alían con el trío para defenderse de un tiranosaurio salvaje.
- Shanna la Diablesa aparece en Marvel Heroes con la voz de Catherine Taber.[36]
- Shanna la Diablesa aparece como un personaje jugable en el juego de Facebook Marvel Avengers Alliance. Se podía comprar una vez que el jugador completaba una serie de misiones secundarias.
- Shanna la Diablesa aparece en el juego de cartas coleccionables digital Marvel Snap.[37][38]